# Гордана Ђилас
Гордана Ђилас (Наково, 23. децембар 1958) српска је песникиња, библиотекар и библиограф.

## Биографија
Гимназију „Душан Васиљев” завршила је у Кикинди и дипломирала на Филозофском факултету у Новом Саду, на Групи за југословенске и општу књижевност, 1982. године. Магистрирала је на Филолошком факултету у Београду на Катедри за библиотекарство и информатику, 2011.
Радила је на сакупљању грађе за Српски биографски речник (1984). Српски језик и књижевност предавала у Средњој школи „Ђорђе Бешлин” у Тителу (1985/1986) и у Хемијској школи у Новом Саду (1986/1987), а након тога радила у Издавачком предузећу Матице српске (1987/1989).

### Рад у Библиотеци Матице српске
У Библиотеци Матице српске ради од 1989. године, у Одељењу за именску, предметну и децималну обраду монографских публикација, а од 1992. води Завичајну збирку Војводине. Од 2007. заменик је руководиоца Одељења за чување и коришћење публикација, а од 2009. руководилац је овог одељења. Стручни библиотекарски испит положила у Библиотеци Матице српске 1989, одбранивши рад под насловом „Каталог књига Растка Петровића у Библиотеци Матице српске”. Звање вишег библиотекара стекла 2002. године, а библиотекара саветника 2005.
У Библиотеци Матице српске приредила је изложбе: Силвије Страхимир Крањчевић, Српска књижевна задруга, Момчило Настасијевић, Светозар Милетић и Матица српска, Гласник Друштва српске словесности, Бранко Радичевић, Матица српска: 1826–2001 и Александар Тишма. Председник је Подружнице библиотекара Библиотеке Матице српске и Универзитета у Новом Саду. Члан–сарадник Матице српске од 1999. године. Члан је Одбора Лексикографског одељења Матице српске од 2012. Објавила је у Годишњаку Библиотеке Матице српске низ текстова о значајним личностима из историје Библиотеке Матице српске - Јовану Радонићу, Јовану Ђорђевићу, Јовану Суботићу, Бориславу Михајловићу Михизу, Јовану Јовановићу Змају, Милети и Милутину Јакшићу, Каменку Суботићу, Милану Савићу, Александру Сандићу, Жарку Васиљевићу, Димитрију Кириловићу, Васи Стајићу, Марку Малетину, Фрањи Малину, Кости и Николи Милутиновићу, Константину Пеичићу, Триви Милитару, Јовану Бошковићу, Светиславу Баници, Томи Теодоровићу и Суботи Младеновићу.
Један је од аутора акредитованог програма Рад са корисницима у библиотекама, 2014. и Библиографија. Библиографска истраживања и израда персоналних библиографија, 2015. Учествовала је на бројним библиотечким и књижевним скуповима.

### Библиографски рад
Саставила је и објавила селективне библиографије: Матије Бећковића, Моме Капора, Борисава Станковића, Вујице Решина Туцића, Саве Дамјанова, Милана Пражића, Симона Грабовца, Владимира Копицла, Ивана Негришорца, Ђорђа Писарева, Душка Вртунског, Бранка Андрића Андрле, Петка Војнића Пурчара, Раше Попова, Жарка Золотића, Миодрага Перишића, Јасне Мелвингер, Каталин Ладик, Милана Ненадића, Селимира Радуловића, Трифуна Димића, Пера Зупца, Благоја Баковића, Ђорђа Сладоја, Андреја Живора, Андреја Тишме, Николе Китановића, Оливере Радуловић, Шпире Матијевића, Злате Коцић, Радована Мићића, Марије Јованцаи, Душице Грбић, Анђелка Ердељанина, Ота Фењвешија, Ненада Грујичића, Недељка Радловића, Новице Тадића, Ранка Јововића, Братислава Милановића, Стевана Раичковића, Саве Мркаља, Петру Крдуа, Душана Радака, Жарка Команина, Марије Шимоковић, Слободана Ракитића, Драгомира Брајковића, Светислава Јованова, Ненада Митрова, Стевана Пешића, Емсуре Хамзић, Томислава З. Лонгиновића, Ивана Чоловића, Гојка Тешића, Душана Војводића, Момира Војводића, Фрање Петриновића, Даринке Јеврић, Мишела Турнијеа, Јосифа Бродског, Радомира Уљаревића, Мирослава Максимовића, Будимира Дубака, Радојице Бошковића, Зорана Костића,
Спасоја Граховца.

### Библиотечко-информациона делатност
Члан је редакције Гласа библиотеке ( Чачак ), Одбора Сусрета библиографа у Инђији. Члан Организационог одбора XII научно-стручног скупа Библионет 2018 „Рукописна и стара штампана књига, Нови Сад, 2018. Члан Програмског одбора XIV међународне конференције БДС „О чему говорим када говорим о библиотекама, 2017; XV међународне конференције БДС „Иновације и трендови у библиотекарству, 2018; XVI међународне конференције БДС „Мале библиотеке у великом дијалогу за променеˮ, 2019. Уредник зборника „Мале библиотеке у великом дијалогу за променеˮ XVI међународне конференције БДС, 2020. Члан је Уређивачког одбора за зборник "Књижевни легати у институцијама културе, сталне књижевно-меморијалне поставке и задужбине у Србији: садашњост и перспективе", Прокупље, 2021. 
Уредник је Годишњака Библиотеке Матице српске, од 2019. године. Уредник је зборника 23. Сусрета библиографа у спомен на др Георгија Михаиловића, 2023.
Рецензент је више публикација из библиотечко-информационе делатности.

### Остало
Учесник је и сарадник у емисији Документарно-образовног програма РТВ „Сведочења о бурним временима”, о панчевачком лекару Ђорђу Лазаревићу (емитована први пут 22. марта 2014, на Првом програму ТВ Војводине), у емисији о Јовану Суботићу и Теодору Павловићу, за документарни програм РТС, 2018. Аутор је сценарија "Легати Библиотеке Матице српске", а 20 епизода је емитовано у документарном програму РТВ (у режији Душана Мамуле), 2020. Учесник је у емисији Документарног програма РТВ "За свој град и народ свој: Ђорђе Радак", 2022.
Сарадник је на пројектима Српски биографски речник и Лексикон писаца српске књижевности. Ради као помоћник управника за чување и коришћење публикација у Библиотеци Матице српске. Објавила је једанаест књига поезије и један избор своје поезије. Песме су јој превођене на руски, немачки, енглески, русински, румунски, словачки, шведски, македонски и италијански језик.

## Дела

### Поезија
- Пред огледалом, Матица српска, Нови Сад, 1985;  12469255
- Господине, господине, Матица српска, Нови Сад. 1989.  978-86-363-0124-1.  507655
- Царски врт, Друштво књижевника Војводине, Нови Сад, 1996;  103457543
- Звезда југа, Светови, Нови Сад. 2002.  978-86-7047-404-8.  178794759
- Успутна станица, Браничево, Пожаревац. 2005.  978-86-7315-021-5.  121650188
- Учитељ сећања, Нови Сад. 2009.  978-86-913091-0-7.  244005639
- Сећање које се није догодило, Нови Сад. 2011.  978-86-7188-127-2.  262231559
- Друге ствари, Завод за културу Војводине, Нови Сад. 2012.  978-86-85083-58-7.  274366215
- Била сам послушно дрво (изабране и нове песме), Orpheus, Нови Сад. 2012.  978-86-7954-117-8.  273925127
- Север, удаљен звук, Повеља, Краљево. 2015.  978-86-81355-75-6.  215319052
- Свакидашњи хлеб, Удружење за очување баштине Дијак, Прибој. 2018.  978-99976-688-6-8.  7270680
- Опраштање: поема за мајку, Нови Сад. 2020.  978-86-80980-19-5.  17953545
- Заштићена места, Српска књижевна задруга, Београд. 2022.  978-86-379-1507-2.  77598729
- Хватање месечине, Градска библиотека „Жарко Зрењанин”, Зрењанин, 2023.  978-86-7284-266-1.  122826505

### Кратке приче
- Срце мале птице, Архив Војводине, Нови Сад. 2022.  978-86-81930-76-2.  71800073
- Теби је унапред све опроштено, сепарат, у Едицији Види чуда часописа „Повеља” из Краљева, 2024.

### Огледи
- Шест посленика Библиотеке Матице српске, Библиотека Матице српске, Нови Сад. 1998.  978-86-80061-23-8.  138344455
- Посленици Библиотеке Матице српске, Библиотека Матице српске, Нови Сад. 2022.  978-86-80061-75-7.  83883529
- Библиотека Матице српске: поводом 185 година отварања за јавност (са Душицом Грбић и Александром Драпшин), Нови Сад, Библиотека Матице српске, 2023.  113841673

### Библиографије
- Библиографија ИНДИС 1976-2009 (са Светланом Вуковић), ФТН, Нови Сад. 2010.  978-86-7892-283-1.  252191239
- Библиографија радова академика Милеве Првановић, Српска академија наука и уметности, Огранак.   274937351
- Библиографија Сусрета библиографа у спомен на др Георгија Михаиловића: Инђија: 1983-2016, Народна библиотека "Др Ђорђе Натошевић", Инђија, 2017.  319399431
- Библиографија Свезака за историју Новог Сада 1–20 (са Љиљаном Косијер), Нови Сад, 2019.
- Библиографија Пере Зубца 1962-2020, Матица српска - Архив Војводине, Нови Сад. 2021.  978-86-7945-367-9.  45289481
- Спасоје Граховац, живот и дело (коаутор Јовица Тркуља), Народна библиотека "Јован Поповић" - Висока школа струковних студија за образовање васпитача - Гимназија "Душан Васиљев" - Академско друштво за неговање музике "Гусле", Кикинда - Српски културни центар, Руско Село. 2021.  978-86-85625-63-3.  44163081
- Библиографија Небојше Кузмановића, Архив Војводине, Нови Сад. 2022.  978-86-81930-78-6.  71702281

### Приређене књиге
- Речи и време, књига одабраних текстова Милана Пражића, Библиотека Матице српске, Нови Сад. 2002.  978-86-80061-28-3.  182205703
- Отворени свет, књига одабраних превода Душка Вртунског, Библиотека Матице српске, Нови Сад. 2003.  978-86-80061-31-3.  190737927
- Tribina mladih: 1954–1977 (sa Nedeljkom Mamulom), Kulturni centar Novog Sada, Novi Sad. 2004.  978-86-7931-012-5.  197577991
- Mapa sveta Petrovaradinske tvrđave (sa B. Popržanom, N. Mamulom i Đ. Pisarevim), Likovni krug, Novi Sad. 2005.  978-86-86071-00-2.  207242759
- Kleine Bibliograpfie des Schriftenausches : a smail bibliography on the exchange of publications / Georg Strien ; [bibliograophic materials of the exchange of publikations collected by Надежда Хотеева, Любовь Катц, Thomas Mann, Гордана Ђилас, Вера Прияшникова, Reference Services Department of the National Library of Poland, Adrian Shindler, Nijole Vasiliauskaite], Helsinki, 2008;
- Моја биографија Ђорђа Лазаревића (са Драгом Његованом), Градска библиотека у Новом Саду. 2013.  978-86-82275-87-9.  281955591
- Библиотека Матице српске: водич, Библиотека Матице српске, Нови Сад, 2016.  315771143
- Лазаревићи: Нови Сад - Темишвар - Панчево, Нови Сад. 2018.  978-86-87513-61-7.,  325359367
- Милан Лазаревић - Суботе и недеље, Нови Сад. 2018.  978-86-7946-252-7.,  327155975
- Животопис Срећка Михајловића: према рукопису Милана Лазаревића, Нови Сад, 2019.  331370759
- Светислав Предић, Из мога живота, Матица српска, Нови Сад, 2021.  56657929
- Дејан Вукићевић, Библиографија Српске књижевне задруге: 2003–2022, Српска књижевна задруга, Београд. 2022.  978-86-379-1505-8.  77826057

## Награде
- Награда „Печат вароши сремскокарловачке”, за књигу песама Учитељ сећања, 2010.
- Награда „Милица Стојадиновић Српкиња”, за књигу Сећање које се није догодило, 2011.
- Годишња награда Накова, за изузетан допринос културно-просветном развитку Накова, 2014.
- Награда „Драинац”, за књигу Север, удаљен звук, 2016.
- Награда „Венац Лазе Костића”, 2018.
- Награда „Душан Панковић”, за изузетна остварења у области српске библиографије, 2018.
- Награда „Јефимијин вез”, за најбоље песничко остварење између две манифестације Јефимијини дани, Трстеник, 2019.
- Награда „Јанко Шафарик”, за укупан допринос развоју библиотечко-информационе делатности и културе Републике Србије, Народна библиотека Србије, Београд, 2021.
- Награда „Запис”, за дугогодишњи рад и унапређење библиотечко-информационе делатности, за Дан библиотекара Србије, 14. децембар, и 75. рођендан Библиотекарског друштва Србије, Београд 2022.
- Награда Задужбине „Бранко Ћопић” Српске академије наука и уметности за дела високе уметничке вредности за књигу Хватање месечине, 2024.